# 허저 (조선)
허저는 조선 초기의 전의였다.

## 약력
내의원의 주부·판관 등을 지내면서 궁중의 진료와 방역에 관한 일을 맡아 보았다. 1493년 성종 때 《의방요록》 3권을 지어 간행하였다.